# Форбаси
Форбаси (словац. Forbasy) — село в Словаччині, Старолюбовняському окрузі Пряшівського краю. Розташоване в північно-східній частині Словаччини на північно-східних схилах Левоцьких гір в долині Попраду.
Вперше згадується у 1311 році.
В селі є римо-католицький костел з кінця 17 ст..

## Населення
| Рік:            | 1994. | 2004.   | 2014.   | 2024.   |
| --------------- | ----- | ------- | ------- | ------- |
| Кількість осіб: | 371   | 387     | 423     | 440     |
| Різниця:        |       | +4,31 % | +9,30 % | +4,01 % |

| Рік:            | 2023. | 2024.   |
| --------------- | ----- | ------- |
| Кількість осіб: | 446   | 440     |
| Різниця:        |       | -1,34 % |

В селі проживає 419 осіб.
Національний склад населення (за даними останнього перепису населення — 2001 року):
- словаки — 99,19%
- поляки — 0,54%
- українці — 0,27%

Склад населення за приналежністю до релігії станом на 2001 рік:
- римо-католики — 95,68%,
- греко-католики — 4,05%,
- не вважають себе віруючими або не належать до жодної вищезгаданої церкви- 0,27%